# Pbp (formato di file)
Il formato PBP è un formato di file eseguibile per console Sony PSP e può essere considerato alla stregua dei file.exe di Windows.
I file.pbp sono dei veri e propri archivi, con struttura molto rigida, che contengono ulteriori file.

## Struttura dei PBP
Usando programmi come PBP Unpacker si può analizzare la struttura del file.pbp, che contiene:
- Param.SFO: Questo file contiene informazioni come il titolo, ecc.
- Data.PSP: Questo è il vero e proprio eseguibile.
- Data.PSAR: Questo file non è sempre presente e contiene delle risorse.
- Icon0.PNG: Questo file contiene l'icona.
- Icon1.PNG: Questo file contiene l'icona quando è selezionata.
- Icon1.PMF: Questo file contiene il filmato, visibile solo quando il programma è selezionato.
- Snd0.AT3: Il suono di sottofondo che viene riprodotto quando il programma è selezionato.
- Pic1.PNG: L'immagine di sfondo, visibile solo quando il programma è selezionato.

## Homebrew
Per poter essere eseguito, il file deve possedere la firma digitale della Sony. Tuttavia in alcuni casi è possibile eseguire applicazioni create in casa da appassionati, le homebrew. 
I file.pbp homebrew vanno inseriti nella cartella /PSP/GAME della Memory Stick. Ad esempio, se la Memory Stick è contrassegnata dal sistema operativo con la lettera K, il percorso sarà: K:/PSP/GAME/nomehomebrew/EBOOT.PBP.
I file pbp homebrew possono essere eseguiti solo sulle PSP con firmware 1.00 e 1.50 o con alcuni firmware modificati come il 3.40OE e il 5.00 m33 fino all'ultimo uscito da Neur0n 6.60 ME/LME.